# Cymatium martinianum
Cymatium martinianum är en snäckart som först beskrevs av D'Orbigny 1846.  Cymatium martinianum ingår i släktet Cymatium och familjen Ranellidae. Inga underarter finns listade i Catalogue of Life.